# 파베

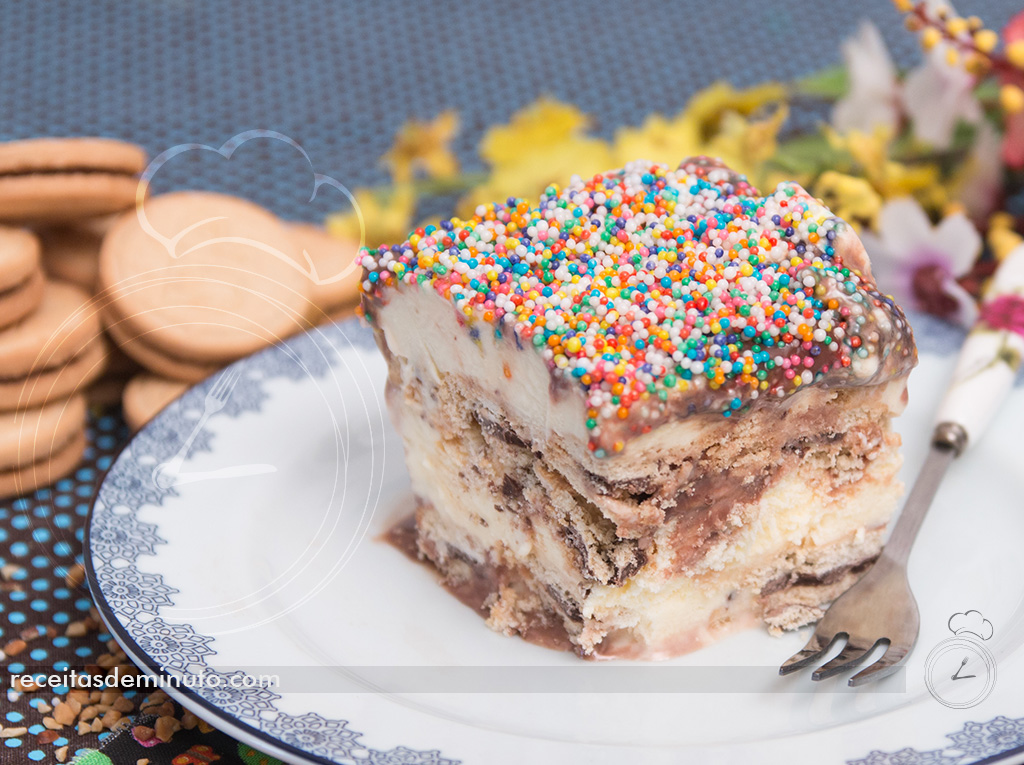

파베(Pavê)는 비스킷(레이디핑거 또는 옥수수 전분 비스킷)과 연유로 만든 크림을 번갈아 가며 겹겹이 쌓은 브라질 디저트이다. 티라미수와 구조가 비슷하다.
일반적으로 조리법에는 연유와 우유를 데우고 혼합물이 걸쭉해질 때까지 저어주는 것이 포함된다. 그런 다음 우유에 적신 비스킷 층을 크림 혼합물 층과 번갈아 가며 용기에 넣는다. 또한 파베는 초콜릿, 둘세 데 레체, 땅콩 또는 딸기, 파인애플, 레몬, 복숭아와 같은 과일과 같은 다양한 맛으로 만들 수 있다.

## 어원
pavê라는 단어는 조약돌 포장 도로를 의미하는 프랑스어 pavé에서 유래했다고 한다. 이것은 아마도 파베의 각 비스킷 레이어의 레이아웃을 가리킬 것이다.

## 역사
파베의 기원은 불확실하다. 그러나 티라미수가 1960년대 후반에 발명되었기 때문에 티라미수보다 먼저 만들어졌으며, 파베 조리법은 빠르면 1937년부터 찾을 수 있다. 당시에는 "파베"라고 부르지 않았지만 대신 "푸딩" 또는 단순히 "크림"이라고 불렀다.
1970년대에는 파베의 땅콩 변형이 인기가 있었던 것으로 알려졌다.

## 같이 보기
- 파베 초콜릿
- 티라미수
- 트라이플